# Rio Vrbas
O rio Vrbas (cirílico: Врбас) é um grande rio do oeste da Bósnia e Herzegovina. É um tributário da margem direita do Rio Sava as suas margens fica a cidade de Banja Luka. A nascente fica na escarpa sul do monte Vranica, cerca de 1530 metros acima do nível do mar, e o rio flui pelas encostas norte do maciço dos Alpes Dináricos. O Vrbas desemboca no rio Sava à altitude de 90 metros. Seu total de percurso é de 235 km. Os tributários mais importantes são o rio Plina, o rio Ugar, o rio Crna Rijeka e o rio Vrbanja, que se localizam no trecho médio da extensão do Vrbas.
O voluma médio anual de chuvas na confluência do Vrbas no Sava é da ordem de 800 litros/m², sendo, porém, 1500 litros/m² na parte sul da bacia do Sava. A vazão média do rio é de 34,5 litros/s/km². As maiores chuvas nas área mais sul do curso do Vrbas ocorrem ao final do outono e no inverno., com quantidades mínimas no verão. No trecho norte as maiores chuvas ocorrem nos meses do verão (Junho-Julho) e as máximas em Novembro e Dezembro. 
Seu nome veio de uma das bonavinas (subdivisões do Reino da Iugoslávia), a de Vrbas. Vrbas" significa salgueiro nas línguas sérvia, croata, bósnia e muitos salgueiros adornam as margens do rio em Banja Luka.  

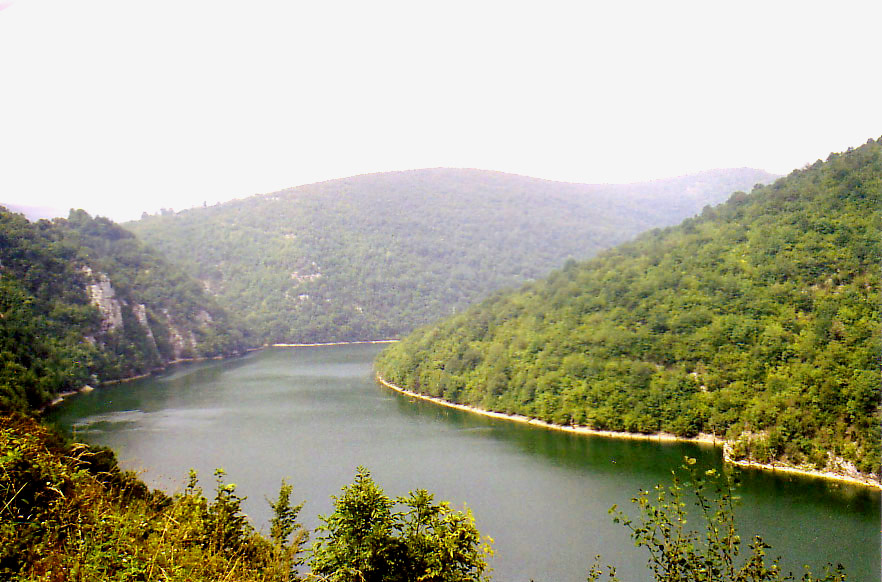
Próximo a Banja Luka
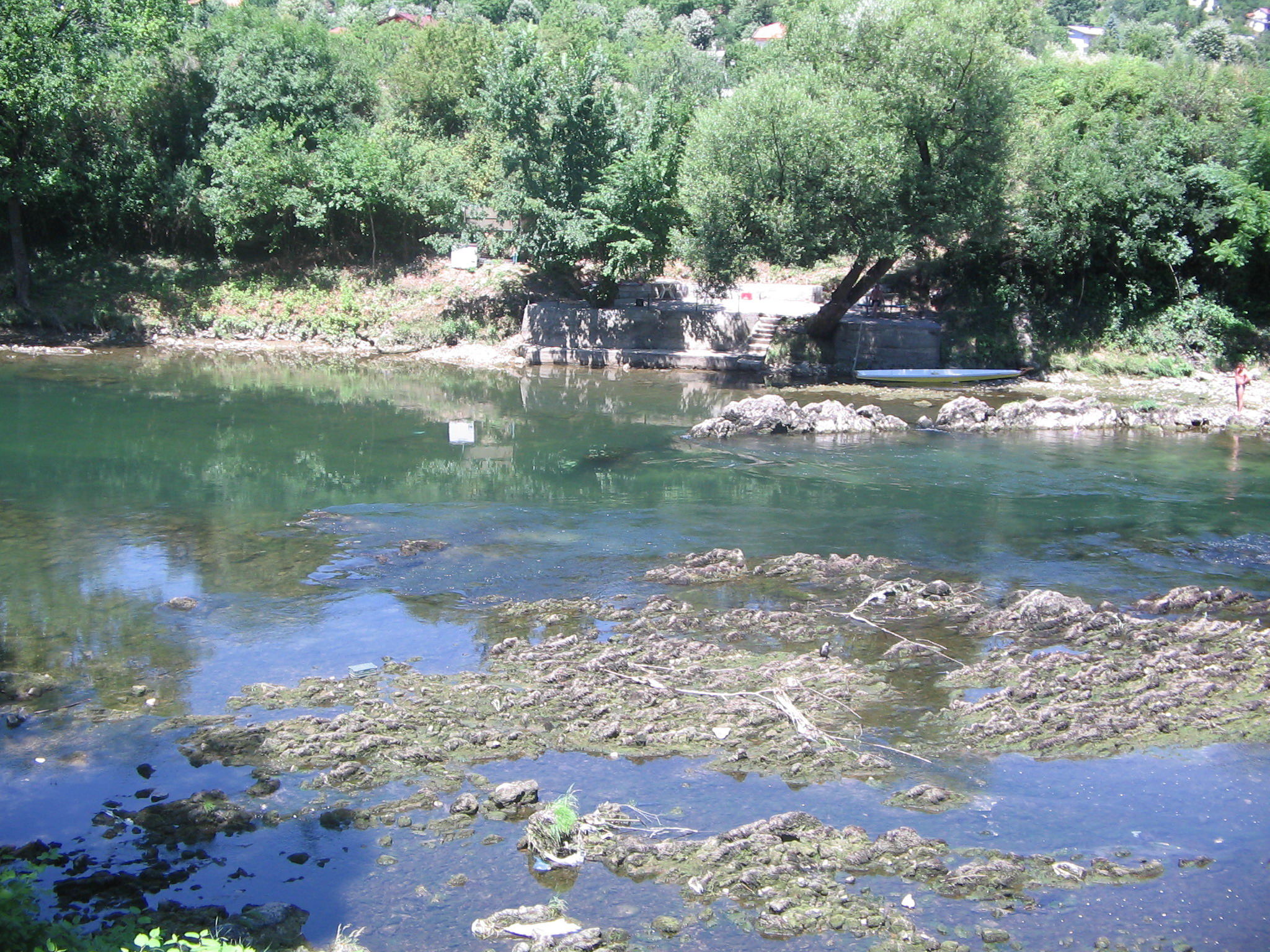
Rio Vrbas 1
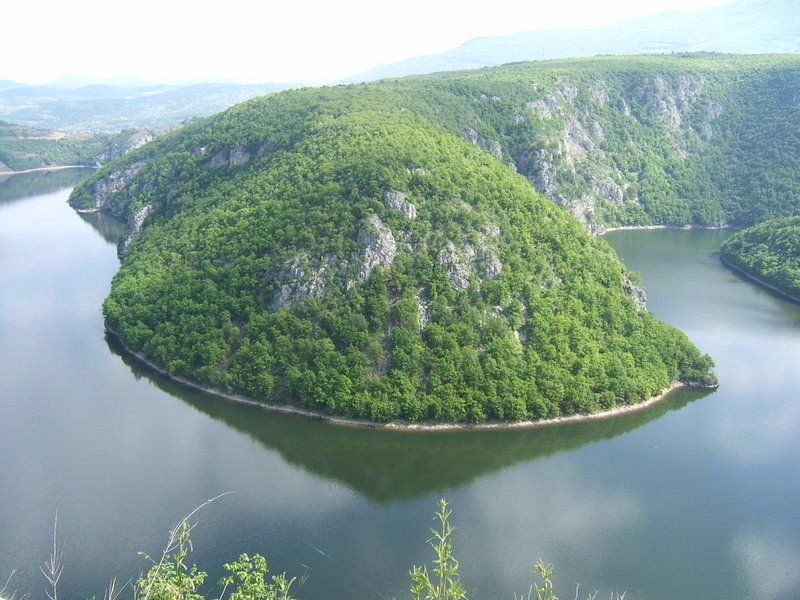
Rio Vrbas 2